# Микелотти, Винченцо
Винченцо Романо Микелотти (итал. Vincenzo Romano Michelotti; 13 ноября 1996, Борго-Маджоре) — сан-маринский горнолыжник, участник Олимпийских игр 2014 года, а также юношеских Олимпийских игр 2012 года.

## Биография
На юношеских Олимпийских играх в Инсбруке выступал в слаломе и гигантском слаломе.
В спортивной программе на Олимпийских играх в Сочи выступал в гигантском слаломе, но был дисквалифицирован.
Нёс флаг своей страны на церемонии открытия Олимпийских игр в Сочи, а также на церемонии открытия юношеских Олимпийских игр в Инсбруке.
Также играет в футбол за клуб Сан-Марино Кальчо.